# Eupodophis
Eupodophis is een geslacht van uitgestorven slangen uit het Laat-Krijt. Het heeft twee kleine achterpoten en wordt beschouwd als een overgangsvorm tussen basale hagedissen en slangen zonder ledematen uit het Krijt. Deze toestand, met de poten beschreven als rudimentair, was hoogstwaarschijnlijk nutteloos voor Eupodophis. 

## Naamgeving
De typesoort Podophis descouensi werd in 2000 benoemd door Rage. Het holotype MGF Rh.-E.F. 9001-03 bevindt zich nu in de paleontologieafdeling van het Mim Museum in Beiroet, Libanon. De geslachtsnaam, 'slang met poten', bleek al bezet en werd in 2002 hernoemd tot Eupodophis, 'ware slang met poten'. De soortaanduiding eert de Franse natuurvorser Didier Descouens.
Het gefossiliseerde exemplaar waarop de beschrijving van de typesoort was gebaseerd, was vijfentachtig centimeter lang en is ongeveer 92 miljoen jaar oud. Het werd gevonden in kalksteen uit het Cenomanien in de buurt van het dorp al-Nammoura in Libanon dat behoort tot de Sannine-formatie.

## Beschrijving
Eupodophis was een zeeslang die leefde in de Tethysoceaan. Hij had een zijdelings samengedrukt lichaam en een korte, peddelachtige staart. De wervels en ribben van Eupodophis zijn pachyostotisch, of verdikt, als aanpassing aan een mariene levensstijl. De bekkenbotten zijn klein en zwak aan elkaar bevestigd. Tarsale botten zijn aanwezig, maar verkleind in grootte en vorm. De middenvoetsbeentjes en teenkootjes van de voet zijn afwezig.
Het fossiele skelet van Eupodophis werd geanalyseerd met behulp van synchrotron-röntgenstralen in de European Synchrotron Radiation Facility in Grenoble, Frankrijk. De onderzoekers stelden vast dat de achterpoot van één skelet twee centimeter lang was, met een onmiskenbaar kuitbeen, scheenbeen en dijbeen. Een ledemaat was zichtbaar op het oppervlak van het fossiel, terwijl de andere was verborgen in de kalksteen. De scans werden vergeleken met vergelijkbare scans van de ledematen van bestaande hagedissen, waaronder het Gilamonster, de groene leguaan en verschillende soorten varanen.
Hoewel ze erg klein zijn in vergelijking met reptielen met normale ledematen, hebben de achterpoten van Eupodophis grotendeels dezelfde anatomie als moderne basale hagedissen. Dit suggereert dat de botten van Eupodophis kleiner werden door een verandering in de snelheid van botgroei, niet door grote anatomische veranderingen. Het ontbreken van verdikking aan beide uiteinden van de botten van de ledematen suggereert dat de groei in de ledematen op een bepaald moment in het leven van het dier was gestopt. Terwijl de wervels en ribben van Eupodophis pachyostotisch en osteosclerotisch zijn (wat betekent dat de buitenste en binnenste delen van het bot compact zijn), blijven de ledematen licht. Deze lichtheid wordt ook gezien in de botten van landbewonende hagedissen, wat suggereert dat de ledematen geen deel uitmaakten van de algehele aanpassing van het skelet voor een aquatische levensstijl.

## Paleobiologie
Het verlies van ledematen bij Eupodophis kan het gevolg zijn van veranderingen in hoxgenen, genen die voor ontwikkelingsspecifieke delen van het lichaam coderen. Omdat hoxgenen betrokken zijn bij het bepalen van specifieke kenmerken van de wervelkolom, zou het verlies van ledematen ook leiden tot het verlies van halswervels of staartwervels die zich ernaast bevinden. Dit verlies aan wervels wordt gezien bij Eupodophis en moderne slangen, maar niet zozeer bij hagedissen zonder poten omdat bij deze een andere factor dan hoxgenen betrokken was bij het verlies van hun ledematen. Het verlies van tenen op de achterpoten kan worden verklaard door een laag aantal cellen in de ledemaatknop tijdens de embryonale ontwikkeling.
Het verlies van voorpoten en vermindering van achterpoten bij Eupodophis was waarschijnlijk een aanpassing om te zwemmen. Terwijl levende slangen gewoonlijk golvende bewegingen maken om over land te bewegen, zijn kronkelige bewegingen ook een effectief middel om door water te bewegen. Grote, goed ontwikkelde ledematen verhogen de weerstand van zwemmende dieren, dus de ledematen van Eupodophis en andere vroege slangen kunnen rudimentair zijn geworden om energie te besparen en de beweging efficiënter te maken.